# Basil Khalil
Timothy Basil Khalil (* 31. August 1981 in Nazareth) ist ein arabisch-israelischer Filmemacher.

## Leben
Khalil kam als erstes von vier Kindern eines palästinensischen evangelischen Pfarrers und einer Britin in Nazareth zur Welt, wo er auch aufwuchs. Als Kind evangelischer Christen besuchte er eine christliche Schule.
Er verließ Israel, als er 18 Jahre alt war. In Kanada erwarb er zunächst ein Diplom in Fernsehproduktion und sammelte erste Filmerfahrung beim 2002 erschienenen Göttliche Intervention – Eine Chronik von Liebe und Schmerz von Elia Suleiman, an dem er als zweiter Regieassistent mitwirkte. Khalil studierte von 2002 bis 2005 an der Screen Academy Scotland Filmproduktion und Scriptentwicklung. Im Jahr 2005 gründete er seine Produktionsfirma Code 81 Films, mit er der kurz nach Ende seines Studiums sein Langfilmregiedebüt Replay Revenge produzierte. In der Folge entstanden Kurzdokumentar- und -spielfilme. Er war zudem in London als freier Produzent für das Fernsehen, darunter die BBC, tätig.
Im Jahr 2015 erschien sein Kurzfilm Ave Maria, bei dem er nicht nur Regie führte, sondern auch das Drehbuch schrieb und als Editor tätig war. Der Film hatte seine Premiere im Mai 2015 bei den Internationalen Filmfestspielen von Cannes und lief im Wettbewerb um die Goldene Palme für den Besten Kurzfilm. Anfang 2016 wurde die Komödie, die das Zusammentreffen einer jüdischen Siedlerfamilie und einer Gruppe palästinensischer Karmeliternonnen, die ein Schweigegelübde abgelegt haben, beschreibt, für einen Oscar in der Kategorie Bester Kurzfilm nominiert.
Khalil lebt und arbeitet in London.

## Filmografie
- 2002: Göttliche Intervention – Eine Chronik von Liebe und Schmerz (Yadon ilaheyya)
- 2005: Replay Revenge
- 2005: Ping Pong Revenge (Kurzfilm)
- 2006: Replay Revenge: Game of Death (TV)
- 2006: Replay Revenge: Game of Survival (TV)
- 2007: Neds (TV-Kurzdokumentarfilm)
- 2007: Current Cuisine (TV-Dokumentarreihe, eine Folge)
- 2009: Shooter (Kurzfilm)
- 2010: A Gaza Weekend
- 2014: Villa Touma
- 2014: Coach Trip (TV-Serie, 30 Folgen)
- 2015: Ave Maria

## Auszeichnungen (Auswahl)
- 2015: Nominierung Goldene Palme für den Besten Kurzfilm, Cannes 2015, für Ave Maria
- 2015: Cinema Without Borders Award, Palm Springs International ShortFest, für Ave Maria
- 2016: Oscarnominierung, Bester Kurzfilm, für Ave Maria